# Micro-région de Dorog
La micro-région de Dorog (en hongrois : dorogi kistérség) est une micro-région statistique hongroise rassemblant plusieurs localités autour de Dorog.